# Rue de la Vieille-Draperie
Rue de la Vieille-Draperie var en gata på Île de la Cité i Quartier de la Cité i Paris. Gatan var uppkallad efter de tygmakare, vilka hade sina butiker i området. Rue de la Vieille-Draperie började vid Rue de la Barillerie och slutade vid Rue de la Juiverie. 
Rue de la Vieille-Draperie var en av de äldsta gatorna på Île de la Cité. Gatan revs år 1865 för att ge plats åt Rue de Constantine, dagens Rue de Lutèce.

## Bilder
| - Rue de la Vieille-Draperie på en karta från år 1797. - Rue de Lutèce. |

## Omgivningar
- Notre-Dame
- Sainte-Chapelle
- Saint-Barthélemy
- Sainte-Croix
- Saint-Denis-de-la-Chartre
- Saint-Éloi
- Sainte-Marie-Madeleine
- Saint-Pierre-des-Arcis
- Saint-Pierre-aux-Bœufs

### Webbkällor
- ”L’ancien quartier du centre de l’île de la Cité”. Histoires de Paris. 19 november 2017. https://www.histoires-de-paris.fr/ancien-quartier-centre-ile-cite/. Läst 31 mars 2022.